# Konstancja (imię)
Konstancja – żeńska forma imienia Konstancjusz, wywodząca się od łac. constantia – „stałość, stateczność, wytrwałość”.
Imię zapisano w Polsce już w XIII wieku, nosiły je m.in. księżniczki piastowskie: córka Henryka II Pobożnego, córka Przemysła I, a także córka Bernarda Świdnickiego.
Konstancja imieniny obchodzi: 18 lutego, 14 czerwca, 17 lipca i 19 września.

## Imienniczki
- Konstancja (zm. 330) – córka Konstancjusza Chlorusa, cesarzowa rzymska.
- Konstantyna (Konstancja) (zm. 354) – córka Konstantyna Wielkiego, cesarzowa rzymska, święta katolicka (wspomnienie 18 lutego)
- Konstancja z Antiochii – księżna Antiochii
- Konstancja Aragońska – królowa Węgier, później królowa i cesarzowa Niemiec
- Konstancja Bretońska – księżna Bretonii
- Konstancja Hohenstauf – cesarzowa nicejska
- Konstancja Hohenstauf – królowa Aragonii
- Konstancja Kastylijska – królowa Francji
- Konstancja Habsburżanka – królowa Polski
- Konstancja Sycylijska – królowa Sycylii
- Konstancja – królewna węgierska, królowa czeska
- Konstancja wodzisławska – księżna wodzisławska, według jednej z hipotez pierwsza żona Henryka IV Prawego
- Constance Applebee – angielska działaczka sportowa, działająca w USA
- Konstancja Benisławska – polska poetka
- Konstancja Biernacka – polska pisarka
- Konstancja Czartoryska – matka króla Polski Stanisława Augusta Poniatowskiego
- Konstancja Gładkowska – polska śpiewaczka
- Konstancja Ligęza – właścicielka Rzeszowa
- Constance Markiewicz – irlandzka działaczka niepodległościowa i społeczna
- Constanze Mozart - z domu Weber, żona Wolfganga